# Gilberta
Gilberta é um género botânico pertencente à família Asteraceae.